# Henry Kraft
Henry Kraft (Bad Kreuznach, 14 febbraio 1865 – Chicago, 7 settembre 1935) è stato un ginnasta e multiplista statunitense.

## Carriera
Kraft partecipò ai Giochi olimpici di Saint Louis 1904 nelle gare di triathlon e ginnastica. Giunse settimo nel concorso a squadre, settantaseiesimo nel concorso generale individuale, settantanovesimo nel triathlon e sessantacinquesimo nel concorso a tre eventi.